# Josef Steiner (Politiker, 1901)
Josef Steiner (* 30. September 1901 in Baldramsdorf; † 13. Juli 1973 ebenda) war ein österreichischer Politiker (SPÖ) und Landwirt. Er war von 1945 bis 1966 Abgeordneter zum österreichischen Nationalrat.
Steiner besuchte die Volksschule und war beruflich als Landwirt tätig. Er fungierte von 1931 bis 1934 als Landessekretär des Verbandes der freien Arbeitsbauern in Kärnten und übernahm 1935 den elterlichen Hof. Auf Grund seiner politischen Aktivitäten wurde er fünf Monate in einem Polizeigefängnis inhaftiert und zu einem Jahr Kerker wegen Hochverrats verurteilt. Steiner wirkte lokalpolitisch als Gemeinderat in Baldramsdorf und war zudem Vizepräsident der Landwirtschaftskammer für Kärnten. Er vertrat die SPÖ vom 19. Dezember 1945 bis zum 30. März 1966 im Nationalrat. 